# Osmia proxima
Osmia proxima är en biart som beskrevs av Cresson 1864. Osmia proxima ingår i släktet murarbin, och familjen buksamlarbin. Inga underarter finns listade i Catalogue of Life.